# Павлу, Богдан
Богдан Павлу (чеш. Bohdan Pavlů; 3 марта 1883[…], Спешов — 12 мая 1938, Нови-Град, Босния и Герцеговина) — чехословацкий журналист, политик и дипломат.

## Биография
Изучал право в университетах Праги, Вены и Будапешта, но учёбу не окончил. Работал журналистом.
Во время Первой мировой войны в России. Редактор еженедельника «Чехословак» (Čechoslovák) в Петрограде (1915), редактор газеты Československý deník в Киеве (1918). Член российского филиала Чехословацкого национального совета (май 1917 — ноябрь 1918). Дипломатический представитель Чехословацкой республики в России (1918—1919).
В 1920—1922 годах — редактор газеты Slovenský Denník в Братиславе.
Посланник Чехословацкой Республики в Болгарии (1922—1926), Дании (1927—1933). После установления в 1934 году дипломатических отношений между Чехословакией и СССР — первый посланник Чехословакии в Советском Союзе (1934—1937).
После возвращения из Москвы работал в министерстве иностранных дел. Погиб в автокатастрофе.